# Тованда (Канзас)
Тованда (англ. Towanda) — місто (англ. city) в США, в окрузі Батлер штату Канзас. Населення — 1447 осіб (2020).

## Географія
Тованда розташована за координатами 37°47′50″ пн. ш. 96°59′37″ зх. д. / 37.79722° пн. ш. 96.99361° зх. д. (37.797149, -96.993614).  За даними Бюро перепису населення США в 2010 році місто мало площу 2,76 км², з яких 2,75 км² — суходіл та 0,01 км² — водойми. В 2017 році площа становила 2,38 км², з яких 2,37 км² — суходіл та 0,01 км² — водойми.

## Демографія
Згідно з переписом 2010 року, у місті мешкало 1450 осіб у 524 домогосподарствах у складі 397 родин. Густота населення становила 525 осіб/км².  Було 577 помешкань (209/км²).
Расовий склад населення:
| - 95,3 % — білих - 1,1 % — корінних американців - 0,5 % — азіатів - 0,4 % — вихідців з тихоокеанських островів - 0,3 % — чорних або афроамериканців |

До двох чи більше рас належало 1,9 %. Частка іспаномовних становила 2,7 % від усіх жителів.
За віковим діапазоном населення розподілялося таким чином: 30,0 % — особи молодші 18 років, 58,3 % — особи у віці 18—64 років, 11,7 % — особи у віці 65 років та старші. Медіана віку мешканця становила 34,5 року. На 100 осіб жіночої статі у місті припадало 100,0 чоловіків;  на 100 жінок у віці від 18 років та старших — 96,3 чоловіків також старших 18 років.
Середній дохід на одне домашнє господарство  становив 61 358 доларів США (медіана — 49 470), а середній дохід на одну сім'ю — 69 274 долари (медіана — 62 763). За межею бідності перебувало 14,3 % осіб, у тому числі 25,0 % дітей у віці до 18 років та 7,5 % осіб у віці 65 років та старших.
Цивільне працевлаштоване населення становило 725 осіб. Основні галузі зайнятості: освіта, охорона здоров'я та соціальна допомога — 30,8 %, роздрібна торгівля — 15,6 %, будівництво — 12,1 %, виробництво — 12,0 %.